# Ganggrab von Hagbølle
Das Ganggrab von Hagbølle (auch Havbølle oder Bogøgård genannt) liegt nahe dem Lindelse Nor, bei Humble auf Langeland in Dänemark. Das Großsteingrab stammt aus der Jungsteinzeit etwa 3500–2800 v. Chr. und ist eine Megalithanlage der Trichterbecherkultur (TBK). Das Ganggrab (dänisch Jættestue) ist eine Bauform jungsteinzeitlicher Megalithanlagen, die aus einer Kammer und einem baulich abgesetzten, lateralen Gang besteht. Diese Form ist primär in Dänemark, Deutschland und Skandinavien, sowie vereinzelt in Frankreich und den Niederlanden zu finden. 
Der freistehende Rest eines Nordwest-Südost orientierten Ganggrabes (dänisch Jættestue –  „Riesenstube“) liegt in einem auf allen Seiten stark reduzierten Hügelrest von etwa 4,0 × 16,0 × 12,0 m. Erhalten ist das nordwestliche Ende einer etwa rechteckigen Kammer, mit vier großen Tragsteinen und Teilen des breiten Zwischenmauerwerks. Die Kammer misst etwa 3,2 × 2,0 m und hat eine Innenhöhe von 1,6 bis 1,7 m. Der einzige erhaltene Deckstein(rest) ist klein, während die Kammer trotz des rudimentären Zustands ungewöhnlich stattlich ist.